# Mamadou Sarr
Mamadou Sarr (Martigues, 29 de agosto de 2005) é um futebolista franco-senegalês que atua como zagueiro. Atualmente defende o Strasbourg, emprestado pelo Chelsea.

## Vida pessoal
É filho do ex-meio-campista Pape Sarr, que defendeu a Seleção Senegalesa entre 2000 e 2004, jogando a Copa de 2002 e 2 edições da Copa das Nações Africanas. Ele ainda passou a maior parte da infância na região de Nord-Pas-de-Calais, onde seu pai atuava pelo Lens.

## Carreira
Revelado pelo ESSLB (Étoile Sportive de Saint-Laurent-Blangy), Sarr passou ainda pelas categorias de base de Lens e Lyon (onde chegou a atuar como volante). Durante a temporada 2021–22, tornou-se titular da equipe Sub-19 dos Gones com apenas 16 anos e conquistou um papel decisivo na conquista da Copa Gambardella juntamente com outros jogadores, entre eles Hugo Vogel e Mohamed El Arouch, marcando gols contra Strasbourg (quartas-de-final) e Troyes (semifinal). Em maio de 2023, fez sua estreia no time principal do Lyon na vitória por 3 a 0 sobre o Stade de Reims, entrando como substituto de Maxence Caqueret aos 38 minutos do segundo tempo. Jogaria mais 2 partidas antes de ser emprestado ao RWD Molenbeek (Bélgica) em janeiro de 2024. não evitando o rebaixamento da equipe à segunda divisão.
Em agosto do mesmo ano, Sarr foi contratado pelo Strasbourg por uma taxa de 10 milhões de euros, disputando 28 partidas. Em 9 de junho de 2025, o zagueiro transferiu-se para o Chelsea, assinando por 8 temporadas e sendo inscrito para a disputa do Mundial de Clubes FIFA. Ele atuou por 8 minutos na vitória dos Blues por 3 a 0 sobre o Espérance de Tunis, resultado que garantiu a classificação para as oitavas-de-final do torneio.

## Carreira internacional
Elegível também para representar o Senegal, Sarr escolheu a França para defender nas categorias de base, disputando como titular a Eurocopa Sub-17 de 2022, que terminou com título dos Bleuets após vencerem os Países Baixos por 2 a 1.

## Estatísticas
| Clube                      | Temporada      | Liga                   | Liga     | Liga | Copa     | Copa | Copa da Liga | Copa da Liga | Europa   | Europa | Outros   | Outros | Total    | Total |
| Clube                      | Temporada      | Divisão                | Partidas | Gols | Partidas | Gols | Partidas     | Gols         | Partidas | Gols   | Partidas | Gols   | Partidas | Gols  |
| -------------------------- | -------------- | ---------------------- | -------- | ---- | -------- | ---- | ------------ | ------------ | -------- | ------ | -------- | ------ | -------- | ----- |
| Lyon B                     | 2022–23        | Championnat National   | 18       | 0    | —        | —    | —            | —            | —        | —      | —        | —      | 18       | 0     |
| Lyon B                     | 2023–24        | Championnat National 3 | 4        | 1    | —        | —    | —            | —            | —        | —      | —        | —      | 4        | 1     |
| Lyon B                     | Total          | Total                  | 22       | 1    | —        | —    | —            | —            | —        | —      | —        | —      | 22       | 1     |
| Lyon                       | 2022–23        | Ligue 1                | 1        | 0    | 0        | 0    | —            | —            | —        | —      | —        | —      | 1        | 0     |
| Lyon                       | 2023–24        | Ligue 1                | 1        | 0    | 1        | 0    | —            | —            | —        | —      | —        | —      | 2        | 0     |
| Lyon                       | Total          | Total                  | 2        | 0    | 1        | 0    | —            | —            | —        | —      | —        | —      | 3        | 0     |
| RWD Molenbeek (empréstimo) | 2023–24        | Jupiler Pro League     | 10       | 0    | —        | —    | —            | —            | —        | —      | —        | —      | 10       | 0     |
| Strasbourg                 | 2024–25        | Ligue 1                | 27       | 0    | 1        | 0    | —            | —            | —        | —      | —        | —      | 28       | 0     |
| Chelsea                    | 2024–25        | Premier League         | —        | —    | —        | —    | —            | —            | —        | —      | 1        | 0      | 1        | 0     |
| Chelsea                    | 2025–26        | Premier League         | 0        | 0    | 0        | 0    | 0            | 0            | 0        | 0      | 0        | 0      | 0        | 0     |
| Chelsea                    | Total          | Total                  | 0        | 0    | 0        | 0    | 0            | 0            | 0        | 0      | 1        | 0      | 1        | 0     |
| Total de jogos             | Total de jogos | Total de jogos         | 61       | 0    | 2        | 0    | 0            | 0            | 0        | 0      | 1        | 0      | 64       | 0     |

1. ↑  Incluindo as copas da França e da Inglaterra
2. ↑  Incluindo a Copa da Liga Inglesa
3. ↑  Jogo pelo Mundial de Clubes FIFA
4. ↑  [c]

## Títulos
Chelsea
- Mundial de Clubes FIFA: 2025[17]

Lyon Sub-19
- Copa Gambardella: 2022

França Sub-17
- Eurocopa Sub-17: 2022[18]